# Júlio César (1953)
Júlio César (em inglês:  Julius Caesar) é um filme estadunidense de 1953, do gênero drama, dirigido por Joseph L. Mankiewicz e estrelado por Marlon Brando e James Mason.

## Produção

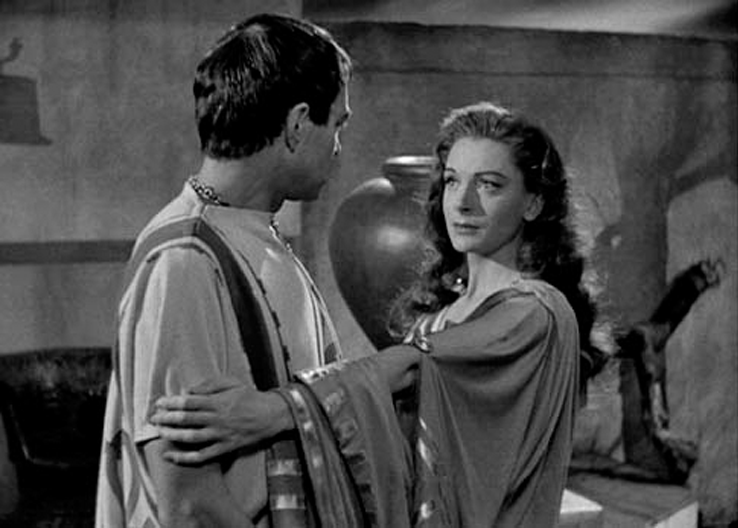
James Mason e Deborah Kerr em cena do filme

Adaptação bem sucedida da peça de William Shakespeare, Júlio César preserva a beleza das falas e a excitação do enredo, presentes no original. O foco é mantido no drama de Bruto, que se debate entre a lealdade a Júlio César e o bem estar da população, e nas implicações políticas de uma rebelião violenta, este um assunto de interesse das plateias elizabetanas.
A fotografia em preto e branco, indicada ao Oscar, dá um tom de film noir às sequências de conspiração. Marlon Brando, com uma dicção longe dos habituais resmungos e murmúrios, também foi lembrado pela Academia. Ao todo, o filme recebeu cinco indicações, tendo vencido na categoria Melhor Direção de Arte. A produção recebeu diversos outros prêmios.
Segundo Ken Wlaschin, este é um dos onze melhores filmes da carreira de James Mason.
Júlio César já fora filmado três anos antes, com Charlton Heston como Marco Antônio. Heston voltaria a interpretar o mesmo personagem em 1970, no filme também intitulado Júlio César, dessa vez com John Gielgud interpretando o personagem-título. Várias outras adaptações têm sido feitas regularmente, tanto para o cinema quanto para a televisão.

## Sinopse
O senado romano teme que o poder que Júlio César concentra nas mãos pode levá-lo à tirania. Assim, Cássio, Casca e Bruto resolvem assassiná-lo. Esfaqueado pelos conspiradores, César morre nos braços do amigo Marco Antônio. Bruto consegue convencer a multidão que o ato foi bom para Roma. Entretanto, Marco Antônio mostra que o povo pode ser facilmente manipulado ao fazer emocionante discurso, que joga a turba contra os assassinos. Estes fogem, com o exército em seus calcanhares.

## Premiações
| Patrocinador                                  | Prêmio           | Categoria | Situação |
| --------------------------------------------- | ---------------- | --- | --- |
| Academia de Artes e Ciências Cinematográficas | Oscar            | Melhor Filme Melhor Ator (Marlon Brando) Melhor Fotografia (preto e branco) Melhor Direção de Arte Melhor Trilha Sonora (drama ou comédia) | Indicado[carece de fontes?] Indicado[carece de fontes?] Indicado[carece de fontes?] Vencedor[carece de fontes?] Indicado[carece de fontes?] |
| British Academy of Film and Television Arts   | BAFTA Film Award | Melhor Filme Melhor Ator Britânico (John Gielgud) Melhor Ator Estrangeiro (Marlon Brando)                                                  | Indicado[carece de fontes?] Vencedor[carece de fontes?] Vencedor[carece de fontes?]                                                         |
| National Board of Review                      | NBR Award        | Melhor Filme Melhor Ator (James Mason) Dez Melhores Filmes de 1953                                                                         | Vencedor[carece de fontes?] Vencedor[carece de fontes?] Vencedor[carece de fontes?]                                                         |
| Directors Guild of America                    | DGA Award        | Melhor Diretor | Indicado[carece de fontes?] |
| Prêmio Bodil                                  | Bodil            | Melhor Filme Norte-Americano | Vencedor[carece de fontes?] |

## Elenco
| Ator/Atriz       | Personagem    |
| ---------------- | ------------- |
| Marlon Brando    | Marco António |
| James Mason      | Bruto         |
| John Gielgud     | Cássio        |
| Louis Calhern    | Júlio César   |
| Edmond O'Brien   | Casca         |
| Greer Garson     | Calpúrnia     |
| Deborah Kerr     | Pórcia        |
| George Macready  | Marulo        |
| Michael Pate     | Flávio        |
| Richard Hale     | Adivinho      |
| Alan Napier      | Cícero        |
| John Hoyt        | Décio Bruto   |
| Tom Powers       | Metelo Cimbro |
| William Cottrell | Cina          |
| Jack Raine       | Trebônio      |